# Peter Vagenas
Panayiotis Alexiou "Peter" Vagenas (6 de fevereiro de 1978) é um ex-futebolista profissional estadunidense que atuava como meia.

## Carreira
Peter Vagenas representou a Seleção Estadunidense de Futebol nas Olimpíadas de 2000.